# Ewing-System

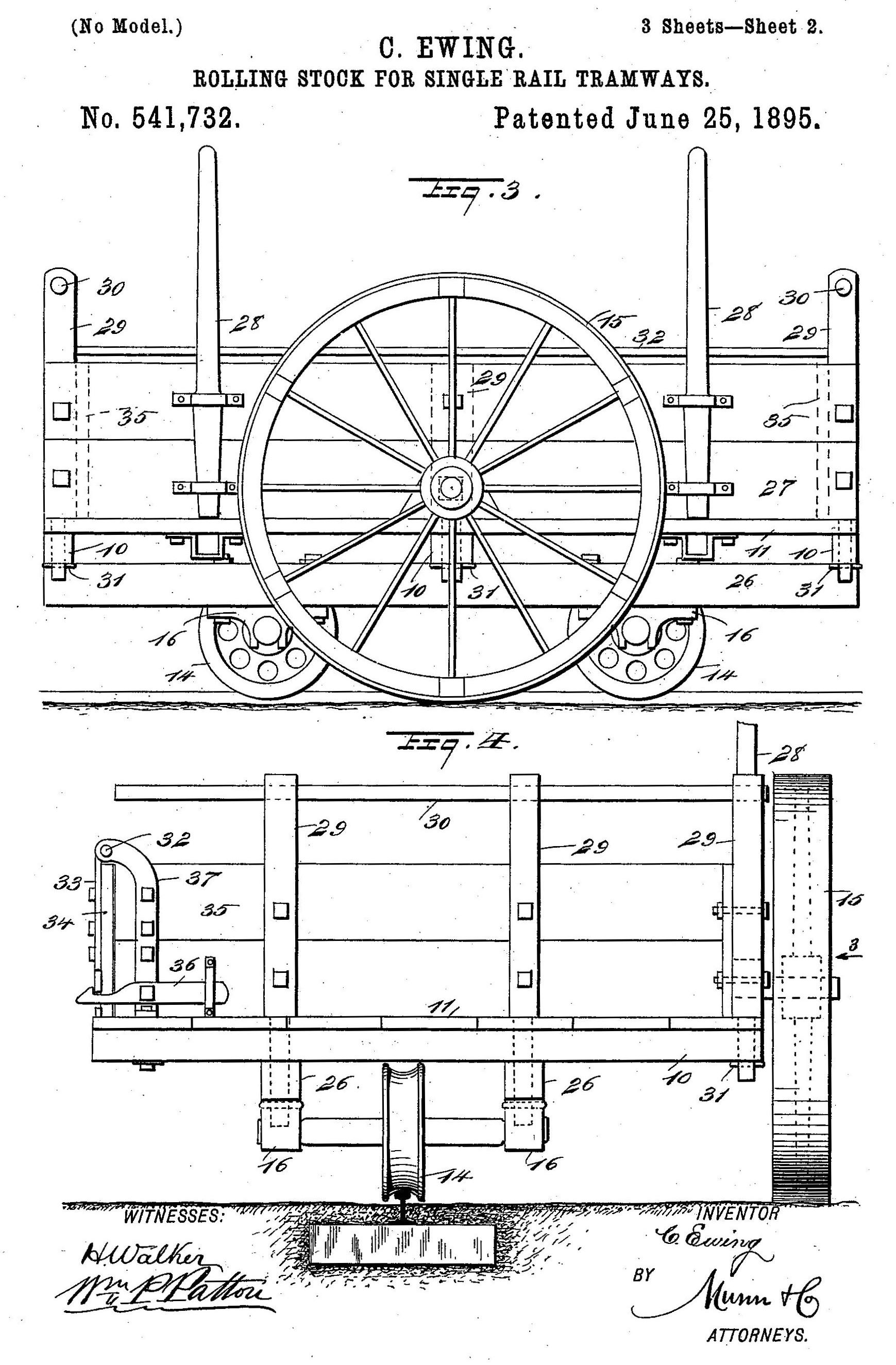
C. Ewing’s Patentanmeldung US 541732: Rolling stock for single rail tramways (Schienenfahrzeuge für Einschienenbahnen)

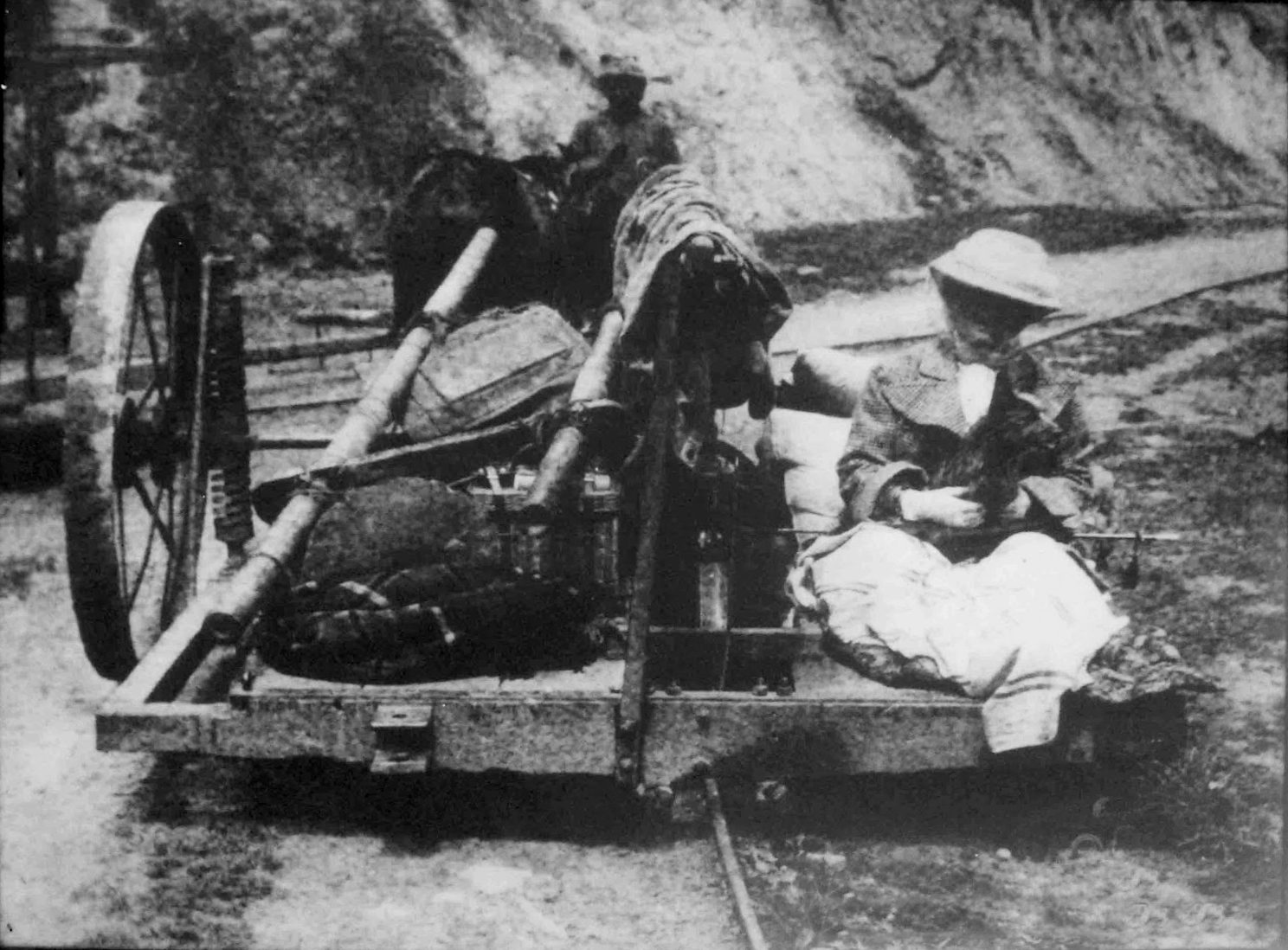
Kundala Valley Railway

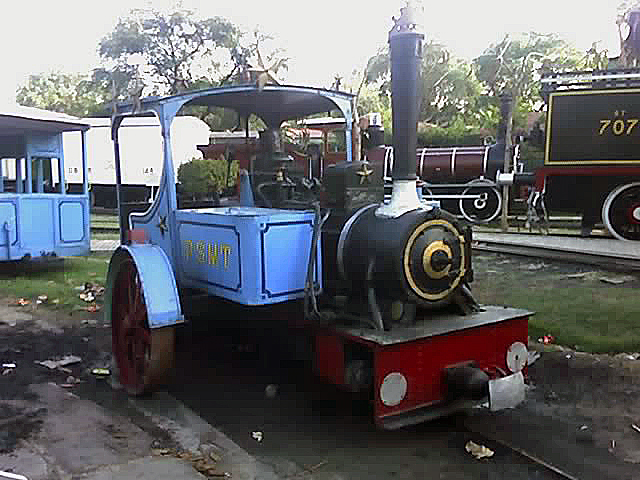
Patiala State Monorail Trainways

Das Ewing-System ist ein Einschienenbahn-Konzept, das Ende des 19. Jahrhunderts von W. J. Ewing patentiert wurde. Es ist nicht identisch mit dem in den 1960er Jahren von Robert W.  Ewing patentierten Hängebahn-System.
Beim Ewing-System laufen Räder mit doppeltem Spurkranz auf einer entlang einer Straße verlegten Stahlschiene. Über diese Räder wird der größte Teil des Gewichts (etwa 95 %) übertragen. Ein Stützrad, oder bei längeren Wagen zwei Stützräder, übertragen den kleineren Teil des Gewichts auf die Straße, damit das Fahrzeug nicht umkippt. Der Antrieb konnte wie bei der Kundala Valley Railway mit Zugtieren oder bei den von William Thorold gebauten Patiala State Monorail Trainways mit Dampflokomotiven erfolgen.